# Капрос
Капрос (лат. Capros aper) — вид морских лучепёрых рыб из семейства капровых (Caproidae), недавно выделенного в отдельный отряд капрообразных (Caproiformes). Единственный представитель рода капросов (Capros).

## Описание

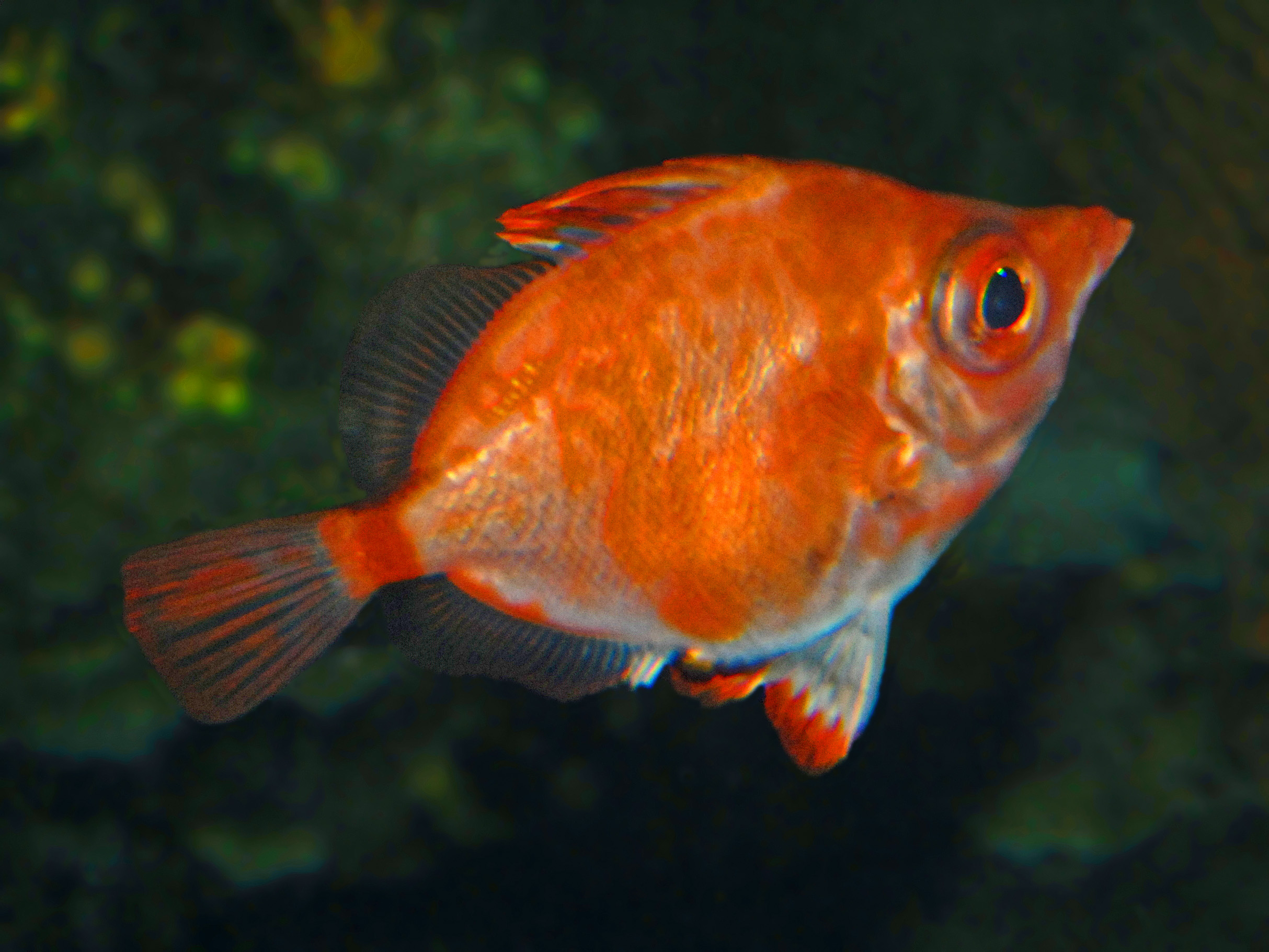

Тело высокое, сжато с боков, высота тела существенно превышает длину головы и укладывается 1,7—1,9 раз в стандартную длину тела, покрыто мелкой ктеноидной чешуёй. Верхний профиль головы вогнутый; рыло конической формы. Диаметр глаза почти равен длине рыла. Рот большой, сильно выдаётся вперёд, предчелюстная кость достигает вертикали, проходящей через середину орбиты глаза; на верхней части предчелюстной кости возле симфиза есть пара колючих пластинок. На обеих челюстях 4 или 5 рядов тонких зубов; есть пятно мелких зубов на сошнике и несколько мелких зубов на нёбной кости. Четыре жаберные дуги, на первой жаберной дуге 3—4+11 коротких жаберных тычинок. Спинной плавник с глубокой выемкой между колючей и мягкой частями; в колючей части 9—10 зазубренных колючек, а в мягкой части 23-25 мягких ветвистых лучей. В анальном плавнике 3 колючих крепких лучей и 22—24 мягких лучей. Грудные плавники короткие с закруглённым краем, их длина составляет примерно половину длины головы, 15 мягких лучей, самый верхний луч короткий и похож на колючий. В брюшных плавниках 1 зазубренный колючий луч и 5 мягких лучей. Хвостовой плавник немного закруглённый с 14 основными лучами и 12 разветвлёнными лучами. Голова и тело серебристо-золотистого цвета, глаза бледно-жёлтые. Колючая часть спинного плавника тёмная с широким краем красного цвета. Мягкая часть спинного плавника, анальный и хвостовой плавники чёрные с тёмно-жёлтым краем; брюшные плавники красные.
Максимальная длина тела 30 см, обычно до 13 см.

## Распространение
Северо-Восточная Атлантика от западно-африканского побережья, Канарских и Азорских островов, Мадейры до Западной Ирландии и Ла-Манша иногда к северу до Шетландских островов к Западной Норвегии, проникает в Скагеррак, Средиземное море.

## Биология
Глубинная рыба, обитающая вблизи дна. Встречается преимущественно над скалистым дном, на глубине 50—400 м. Особи, встречающиеся в поверхностных водах, предположительно вынесены на поверхность течениями. Питаются мелкими беспозвоночными.
Самки капроса впервые созревают (50% популяции) в возрасте 4,6 лет при средней длине тела 80,5 мм, а самцы — в возрасте 5,25 лет при длине тела 87,8 мм. Максимальная продолжительность жизни 26 лет. У берегов Ирландии нерестятся в июне — августе, а в Средиземном море — весной и летом.